# Lea Niako
Pour les articles homonymes, voir Niako et Kruse (homonymie).
Lea Niako de son vrai nom Maria Kruse (née en 1908 à Hambourg, elle serait morte assassinée à Berlin en 1945[réf. souhaitée]) était une actrice et ballerine allemande.
Elle fait la rencontre de l'espion polonais Jerzy Sosnowski avec qui elle vit une aventure. Ils sont tous deux interpellés pour espionnage le 24 février 1935 par la Gestapo. Walter Schellenberg du SD propose de la récupérer pour en faire une espionne, ce qu'approuve Heydrich.
On ignore son parcours après la guerre.

## Filmographie
- 1931 : La carta.
- 1939 : Legion condor.
- 1940 : Zwischen Hamburg und Haiti.
- 1941 : Carl Peters, de Herbert Selpin.